# Baysunghur Ier
Pour les articles homonymes, voir Baysunghur.
Baysunghur Ier (1397 ou 1400-1433) fut un prince timouride, fils cadet de Shah Rukh et de Goharshad, frère d'Ulugh Beg et petit-fils de Tamerlan.
Grand bibliophile, il assista son père Shah Rukh dans ses travaux administratifs et culturels à Hérat (Afghanistan), alors capitale des Timourides.
Il doit être distingué de Baysunghur II, petit-fils d'Abou Saïd et rival de son frère Masud Sultan à Samarcande de 1495 à 1499. 
Il fut le père des princes Abd Allah et Babur Mirza.